# الدوري الكوري الشمالي لكرة القدم 2016
الدوري الكوري الشمالي لكرة القدم 2016 هو موسم من الدوري الكوري الشمالي لكرة القدم. فاز فيه Kigwancha Sports Club ‏.